# Leopold II. Maximilian (Anhalt-Dessau)

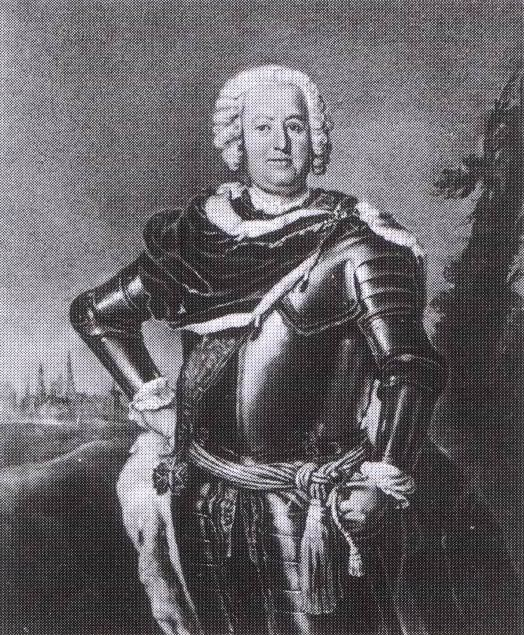
Fürst Leopold II. von Anhalt-Dessau (1745)

Leopold II. Maximilian, Fürst von Anhalt-Dessau (* 25. Dezember 1700 in Dessau; † 16. Dezember 1751 ebenda), war regierender Fürst von Anhalt-Dessau aus dem Geschlecht der Askanier und zugleich ein preußischer General.

## Leben
Leopold war ein Sohn des Fürsten Leopold I. von Anhalt-Dessau (1676–1747) aus dessen Ehe mit Anna Luise Föhse (1677–1745). Er begleitete seinen Vater Leopold I. – später „der Alte Dessauer“ genannt – noch neunjährig bei dessen militärischen Pflichten in der preußischen Armee. 1715 wurde er als Oberstleutnant Chef des neu aufgestellten, aus schwedischen Soldaten gebildeten Regiments No. 27 zu Fuß in Stendal. 1724 wurde er Ritter des Schwarzen Adlerordens.
Er führte 1733 die Exekutionstruppen gegen Mühlhausen in Thüringen, war am Feldzug am Rhein im Polnischen Thronfolgekrieg beteiligt, eroberte im ersten Schlesischen Krieg in preußischen Diensten Glogau durch Überrumpelung, Breslau durch List und hatte bei Chotusitz das zweite Kommando nach König Friedrich II.
Auf dem Schlachtfeld zum Generalfeldmarschall ernannt, trat er nach seines Vaters Tod († 7. April 1747) die Regierung an und wurde auch dessen Nachfolger als Chef des Regiments Anhalt zu Fuß. Sein älterer Bruder Wilhelm Gustav war schon zehn Jahre vor dem Vater gestorben und dessen Kinder aus nicht ebenbürtiger Ehe von der Erbfolge in Anhalt-Dessau ausgeschlossen. Die vorgefundene hohe Staatsverschuldung versuchte er durch Einschränkungen in der Hofhaltung abzumildern. Im Jahr 1749 gründete er die Leopolddankstiftung zur Unterstützung armer Männer. Den Neubau des Dessauer Schlosses ließ er durch Georg Wenzeslaus von Knobelsdorff beginnen, starb aber schon 1751 nach nur vier Jahren Regierung.
Friedrich II. benannte 1752 einen 1748 gegründeten Ort, Leopoldshagen in Vorpommern, nach ihm.

## Ehe und Nachkommen
Leopold II. vermählte sich am 25. Mai 1737 in Bernburg mit Gisela Agnes (1722–1751), Tochter des Fürsten Leopold von Anhalt-Köthen, mit der er folgende Kinder hatte:
- Leopold III. Friedrich Franz (1740–1817), Fürst von Anhalt-Dessau ⚭ 1767 Prinzessin Luise Henriette von Brandenburg-Schwedt (1750–1811)
- Luise (1742–1743)
- Henriette Katharina Agnes (1744–1799) ⚭ 1779 Freiherr Johann Jost von Loën (1737–1803)
- Johann Georg (1748–1811) preußischer General
- Maria Leopoldine (1746–1769) ⚭ 1765 Graf Simon August zur Lippe-Detmold (1727–1782)
- Kasimire (1749–1778) ⚭ 1769 Graf Simon August zur Lippe-Detmold (1727–1782)
- Albert Friedrich (1750–1811) ⚭ 1774 Gräfin Henriette zur Lippe-Weissenfeld (1753–1795)